# Тхімпху (дзонгхаг)

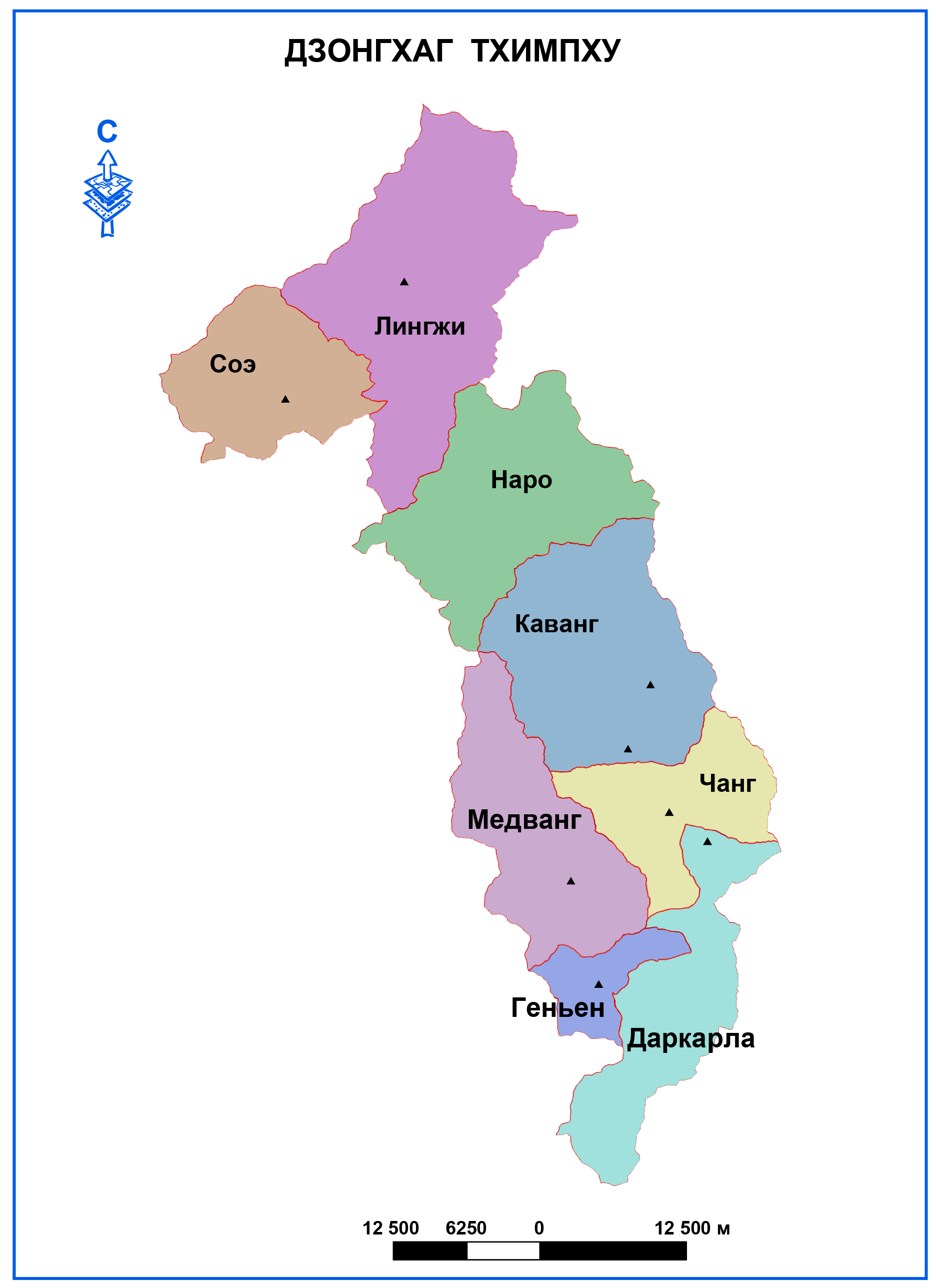
Гевоги дзонгхагу Тхімпху

Тхімпху (дзонґ-ке ཐིམ་ཕུ་རྫོང་ཁག་, Вайлі: Thim-phu rdzong-khag) — дзонгхаг у Бутані, відноситься до Західного дзонгдею. Адміністративний центр — Тхімпху.
Частина дзонгхагу розташована на території Національного парку Джігме Дорджі.

## Адміністративний поділ
До складу дзонгхагу входять 1 місто (Тхімпху) та 8 гевогів:
- Ген'є
- Дагала
- Каванг
- Лінгжі
- Меванг
- Наро
- Соє
- Чанг

При цьому гевоги Лінгжі, Соє і Наро об'єднані в дунгхаг Лінгжі.

## Визначні пам'ятки
На території дзонгхагу розташовані дзонги Ташічо і Лінгжі.